# Lanquín
Lanquín è un comune del Guatemala facente parte del dipartimento di Alta Verapaz.
L'abitato venne fondato nel 1540 dai missionari Pedro Angulo, Luis de Cáncer e Rodrigo de la Cebra, mentre l'istituzione del comune è del 1846.